# Ducado de Zaragoza

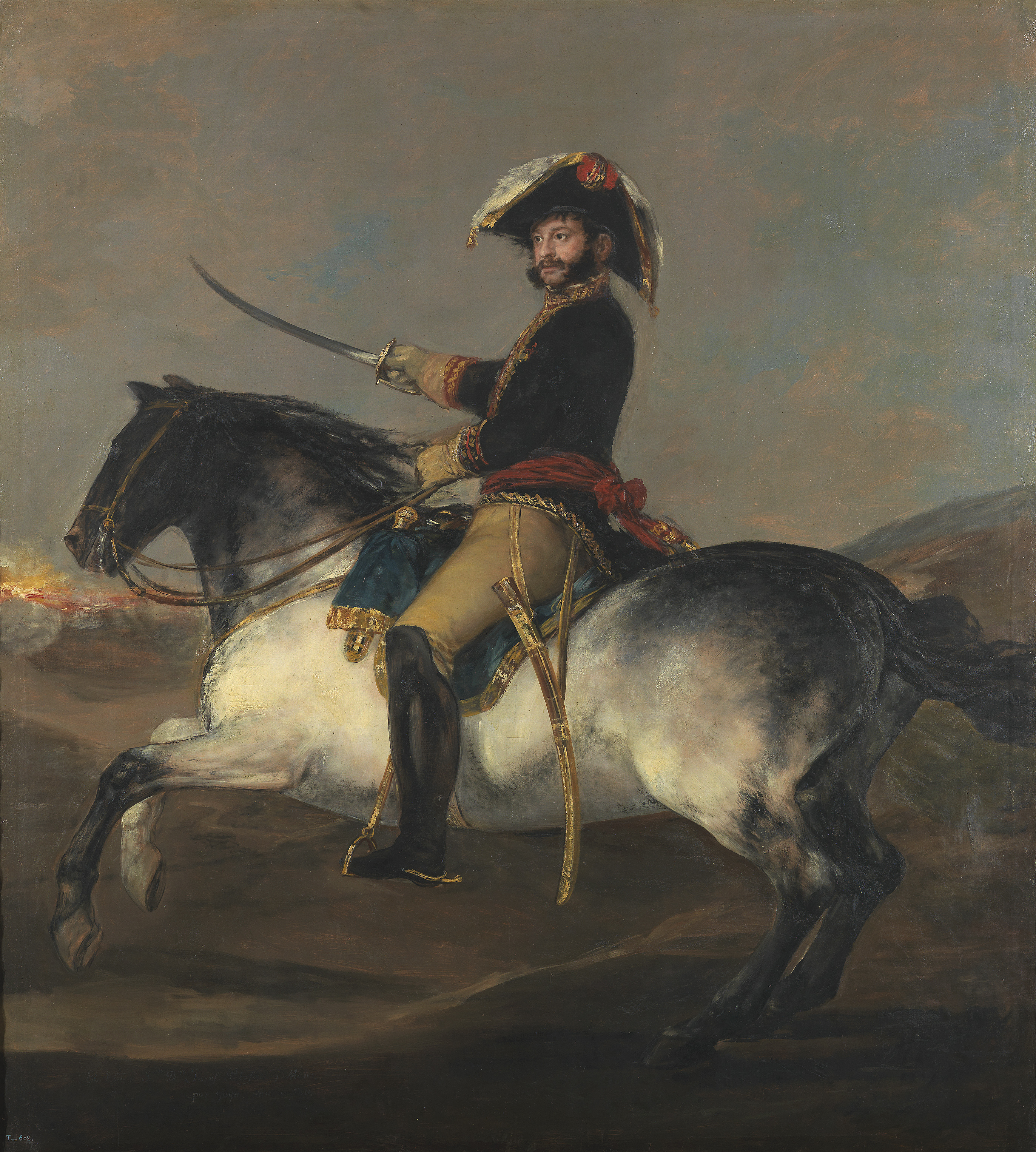
José Rebolledo de Palafox y Melzi, i duque de Zaragoza, por Goya. Museo del Prado.

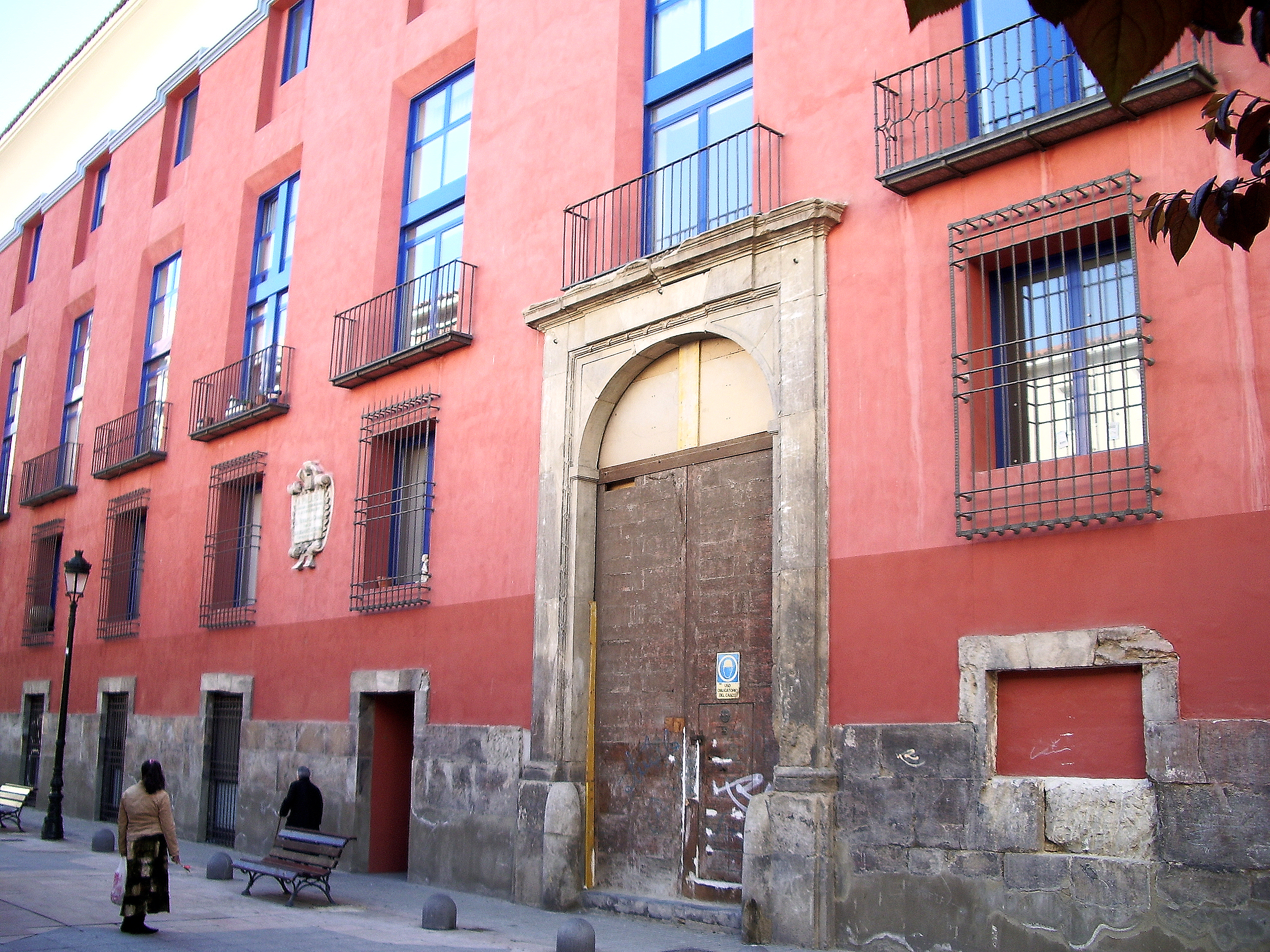
Palacio de Palafox o de los marqueses de Lazán, Zaragoza.

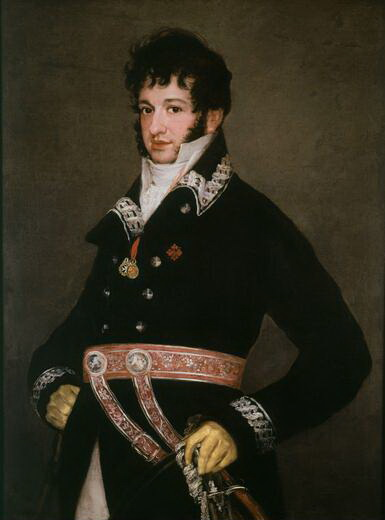
El general Palafox, i duque de Zaragoza, por Goya. Espacio Cultural Ignacio Zuloaga, Zumaya.

El ducado de Zaragoza es un título nobiliario español, con grandeza de España de primera clase. Fue creado con carácter vitalicio y grandeza de España personal por Real Decreto del 17 de julio de 1834 de la Reina Gobernadora, regente durante la minoridad de su hija la reina Isabel II, en favor del capitán general de los Reales Ejércitos José Rebolledo de Palafox y Melzi, héroe de la Guerra de la Independencia muy señalado en la defensa de Zaragoza durante los sitios de 1808.
Después de los días del concesionario, este título fue perpetuado por la misma Isabel II, ya reinante, quien lo declaró hereditario y le concedió la grandeza de primera clase, mediante Real Decreto del 27 de abril de 1847 y Real Despacho del 27 de febrero de 1848, en la persona del ii duque: Francisco del Pilar Mariano Rebolledo de Palafox y Soler.
Su denominación alude a la ciudad de Zaragoza, capital de la provincia homónima de la Comunidad Autónoma de Aragón. 

## Lista de duques de Zaragoza
|                        | Titular                                      | Periodo                |
| Creación por Isabel II | Creación por Isabel II                       | Creación por Isabel II |
| ---------------------- | -------------------------------------------- | ---------------------- |
| i                      | José Rebolledo de Palafox y Melzi            | 1834-1847              |
| ii                     | Francisco Pilar Rebolledo de Palafox y Soler | 1847-1884              |
| iii                    | José Mencos y Rebolledo de Palafox           | 1885-1961              |
| iv                     | Alonso Cristiano Álvarez de Toledo y Mencos  | 1963-1990              |
| v                      | Manuel Álvarez de Toledo y Mencos            | 1991-hoy               |

## Historia de los duques de Zaragoza
- José Rebolledo de Palafox y Melzi (1775-1847), i duque de Zaragoza, Capitán General de los Reales Ejércitos. Defensor de la ciudad de Zaragoza, sitiada por las tropas de Napoleón I. Era hijo de Juan Felipe Rebolledo de Palafox, iii marqués de Lazán y de Paula Melzi de Eril.

1. Casó con Francisca Manuela Soler y Durán y Piedra-Millera. Le sucedió su hijo:

- Francisco del Pilar Rebolledo de Palafox y Soler (1815-1884), ii duque de Zaragoza,  Mayordomo mayor del Rey consorte. Le sucedió un biznieto del i duque:

- José María Mencos y Rebolledo de Palafox (1876-1961), iii duque de Zaragoza, vii marqués de Lazán, xi conde de los Arcos, x marqués de Cañizar. Era Ingeniero de Caminos y diseñador de locomotoras, y en su calidad de gentilhombre grande de España con ejercicio y servidumbre, conducía el tren Real en los viajes del Rey Alfonso XIII. El 15 de abril de 1931 prestó un último servicio conduciendo el rápido en que viajaron de El Escorial a Hendaya la Reina Victoria Eugenia y la Real Familia, camino del exilio.[1]

1. Casó con María Teresa Vázquez y Chávarri, Dama de la Reina Victoria Eugenia de España, hija de José María Vázquez Mangual y de Rosina Chávarri Galiano. Sin descendientes. En 1963,[2] sucedió su sobrino

- Alonso Cristiano Álvarez de Toledo y Mencos (1896-1990), iv duque de Zaragoza, xi marqués de San Felices de Aragón, ix marqués de Casa Pontejos, xi conde de Eril, xii conde de los Arcos, vii marqués de Miraflores, viii marqués de Lazán, gentilhombre grande de España con ejercicio y servidumbre del Rey Alfonso XIII.

1. Casó, en primeras nupcias con Rosalía Blanca Rúspoli y Caro, hija de Carlos Rúspoli y Álvarez de Toledo, iii duque de la Alcudia y de María del Carmen Caro y Caro.
2. En segundas nupcias casó con María del Rosario Mencos y Armero, hija de Alberto Mencos y Sanjuán, viii conde del Fresno de la Fuente, y de María de la Concepción Armero y Castrillo, de los marqueses del Nervión, naturales de Sevilla. Le sucedió, de su segundo matrimonio, su hijo:

- Manuel Álvarez de Toledo y Mencos (1944), v duque de Zaragoza, xiii conde de los Arcos, viii marqués de Miraflores y xi de Casa Pontejos, cuatro veces grande de España.

1. Casó con Victoria González Quirino, de la que tiene por hijas a Victoria, María y Lucía Álvarez de Toledo y González.

## Nota
El IV duque de Zaragoza, Alonso Cristiano Álvarez de Toledo y Mencos, distribuyó, en vida, algunos de sus títulos entre sus hijos:
- María Ignacia Álvarez de Toledo y Rúspoli, xi marquesa de Casa Pontejos, en 1951.
- Íñigo Álvarez de Toledo y Mencos, xii conde de Eril, en 1964.
- Manuel Álvarez de Toledo y Mencos, xiii conde de los Arcos, en 1964, luego V duque de Zaragoza, y VIII marqués de Miraflores.
- María de los Reyes Álvarez de Toledo y Mencos, xii marquesa de San Felices de Aragón, en 1964.
- Alberto Álvarez de Toledo y Mencos, ix marqués de Lazán, en 1964.
- Mariano de Fátima Álvarez de Toledo y Mencos, xi marqués de Cañizar

## Escudo de Armas
El escudo de armas del Ducado de Zaragoza se describe, según la terminología precisa de la heráldica, por el siguiente blasón:

Escudo partido: 1º de oro, tres troncos secos y arrancados de gules puestos en banda, uno sobre otro; 2º de gules, tres fajas de plata sembradas de crucetas de azur. Al timbre, corona de duque.

El escudo es una composición del escudo de los Rebolledo y de los Palafox, estas últimas también se pueden observar en el municipio catalán de Palafolls, nombre de una de las ramas del linaje que procede de la rama aragonesa, también nombrado Palafoix.